# Балгожин, Шабден Абдилгапарович
Шабден Абдилгапарович Балгожин (Болгожин Шабдан Абдул-Гаппарович; каз. Балғожин, Шәбден Әбділғапарұлы) (25 мая 1928, Алма-Ата — 15 июля 2004, там же) — казахский учёный, доктор технических наук (1971), профессор (1972), академик Национальной академии наук Казахстана (2003).

## Биография
Родился 25 мая 1928 года в Алма-Ате. Его предками являются Косжан, сын Балгожа-бия, и Айман Шегенкызы. Айман изначально была женой Алтынсары, второго сына Балгожи, но после гибели супруга его брат Косжан по обычаю аменгерства взял её себе. В родстве с Балгожиным состояла Мариям Хакимжанова, народная поэтесса Казахской ССР — другой потомок Косжана и Айман.
В 1950 году окончил Казахский горно-металлургический институт. С 1950 по 1974 вёл научно-педагогическую деятельность в этом же институте. В 1971 году стал доктором технических наук, в 1972 году получил учёное звание профессора. В 1974—1976 годах — заместитель директора, а впоследствии директор Института горного дела (в настоящее время носит имя Динмухамеда Кунаева). С 1976 по 1993 годы — член президиума Академии наук Казахской ССР (впоследствии НАН РК).
В 1993 году вышел на пенсию, однако в 2003 году получил звание академика НАН РК. Ушёл из жизни 15 июля 2004 года.

## Научная деятельность
В 1970 году Балгожин написал диссертацию «Научно-технические основы совершенствования организации очистных работ на шахтах Карагандинского бассейна» на соискание учёной степени доктора технических наук. Другие научные работы посвящены проблемам укрепления забоев в угольных шахтах и совершенствования электрификации горных работ. Балгожин также предложил способы очищения шахт от метана угольных пластов и использования его в качестве энергетического сырья.

### Сочинения
- Балгожин Ш. А., Алтаев Ш. А. Эффективность разработки пластов в сложных условиях Карагандинского бассейна. — А.-А., 1978.
- Балгожин Ш. А. Геохимические условия охраны подготовительных выработок при отработке угольных пластов. — А.-А., 1982.
- Балгожин Ш. А. Научно-технические основы электрификации горнодобывающих машин на рудниках. — А.-А., 1985.

## Награды
- Орден Трудового Красного Знамени[1].
- Различные медали СССР и Казахстана[3].